# دينيس رايمر

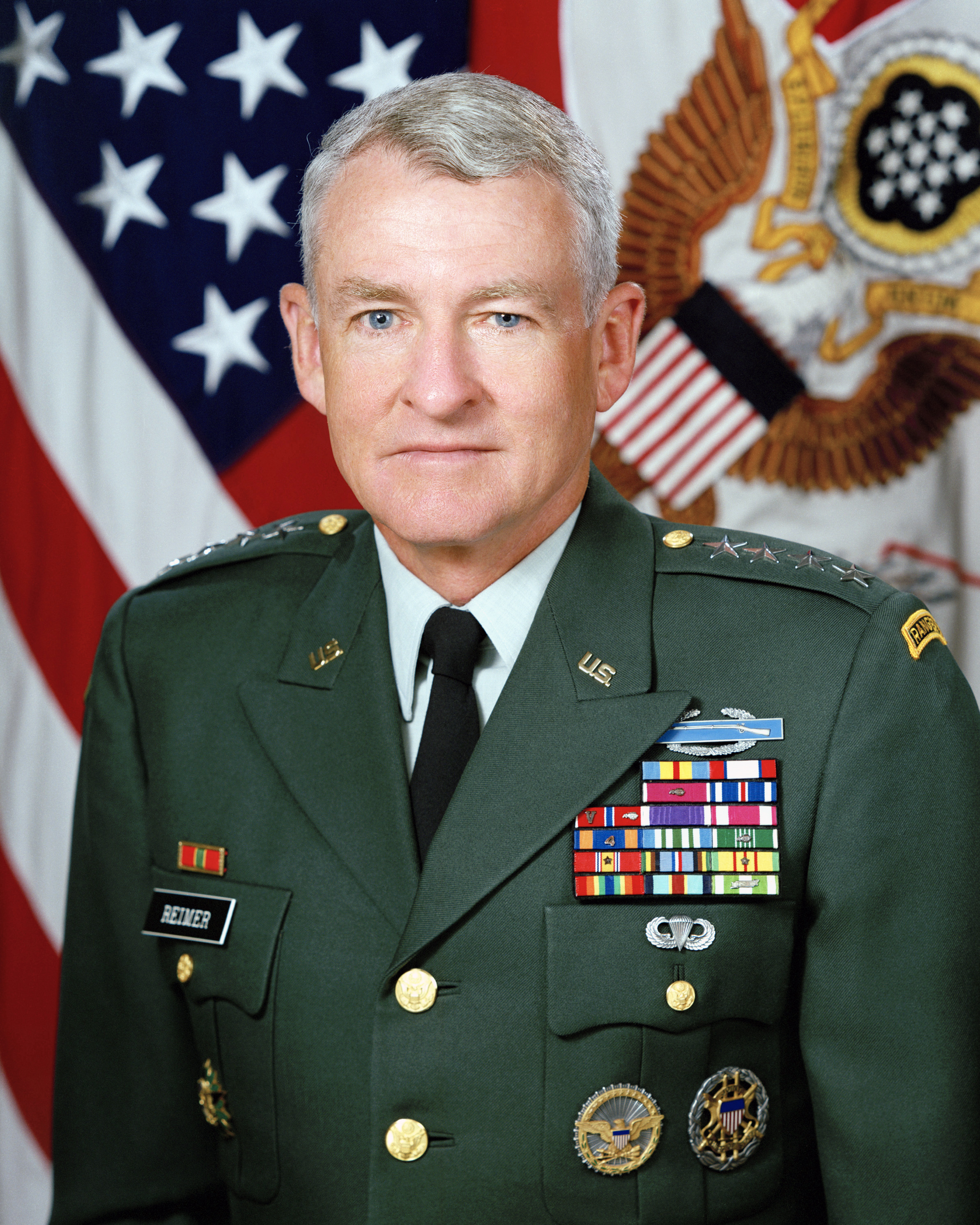
دينيس رايمر

دينيس جو رايمر (بالإنجليزية: Dennis Reimer) (12 يوليو 1939) هو جنرال سابق في جيش الولايات المتحدة، شغل منصب الرئيس الثالث والثلاثون لأركان الجيش الأمريكي في الفترة من 20 يونيو 1995 حتي 21 يونيو عام 1999.

## روابط خارجية
- سيرة ذاتية
- Dennis J. Reimer Papers (While VCSA and CSA) US Army Heritage and Education Center, Carlisle, Pennsylvania